# Revolver (песня)
«Revolver» (с англ. — «Револьвер») — песня американской автора-исполнительницы Мадонны из её третьего сборника лучших хитов Celebration (2009). Сингл был выпущен 14 декабря 2009 года компанией Warner Bros. Records и стал её последний синглом с данным лейблом, который был её звукозаписывающей компанией с 1982 года. Песня с участием американского рэпера Лила Уэйна была написана Мадонной, Карлосом Батти, Стивеном Бэтти, Дуэйном Картером, Джастином Фрэнксом и Брэндоном Китченом. Его продюсировали Мадонна и DJ Frank E.
Сингл включал в себя ремиксы Дэвида Гетты и Afrojack, которые впоследствии выиграли премию Грэмми за лучшую ремиксовую запись, неклассическая категория на 53-й премии Грэмми. Эта версия также появилась в deluxe-версии альбома Гетты One More Love (2010). Сингл также включал в себя миксы Пола ван Дейка, Трейси Янга и ремиксы «Celebration» от Akon и Felguk . Оригинальная альбомная версия сингла не появилась ни в одном из форматов релиза, а некоторые версии отмечены как «Мадонна vs. Дэвид Гетта».
В электропоповой песне «Revolver» Мадонна поет всю песню, а в конце к ней присоединяется Уэйн. Лирика говорит о сопоставлении любви и оружия. Современные критики дали смешанные отзывы на песню. Некоторые хвалили припев «Моя любовь — револьвер», в то время как другие не почувствовали восторга, и решили, что трек не на уровне предыдущих песен Мадонны. Сингл попал в нижние половины официальных чартов Бельгии, Канады, Финляндии и Великобритании, достигнув четвёртого места в чарте Billboard Hot Dance Club of Songs Соединенных Штатов. Песня была исполнена на The MDNA Tour в 2012 году, где Мадонна держала на сцене автомат Калашникова. Использование оружия перед аудиторией вызвало скандал после массового убийства в городе Орора в 2012 году.

## История создания
В марте 2009 года представитель Мадонны Лиз Розенберг подтвердила, что Мадонна планирует выпустить альбом лучших хитов к осени 2009 года. Она также добавила, что Мадонна планирует пойти в студию и записать новый материал для альбома. На следующий день менеджер Мадонны, Гай Осири, попросил фанатов в своем Твиттере внести свой вклад в список треков альбома лучших хитов. Позже было подтверждено, что она написала три новых трека для альбома, а Пол Окенфолд был продюсером двух новых песен. Warner Bros. объявил через официальный сайт Мадонны, что альбом будет называться Celebration. Они также сообщили, что финальной песней в коллекции должна была стать «Revolver», совместная работа с Лилом Уэйном, чья демоверсия уже присутствовала в сети. Он присутствовал вместе с заглавным треком. Перед выходом альбома 29 сентября 2009 года в Интернете была выпущена оригинальная версия Revolver, трек ранее появился в мае как демозапись. В декабре 2009 года NME подтвердил «Revolver» как второй сингл от Celebration . Песня была выпущена в цифровом виде в Великобритании 14 декабря 2009 года компанией Warner Bros. Записи вместе с цифровым макси-синглом, выпущенным по всему миру 29 декабря 2009 года, включают ремиксы Дэвида Гетты и Афроджека, Пола ван Дейка и Трейси Янг.

## Запись и композиция
«Револьвер» был написан Мадонной, Карлосом Батти, Стивеном Бэтти, Лилом Уэйном, Джастином Фрэнксом и Брэндоном Китченом, и продюсирован Мадонной и ди-джеем Фрэнком Э. В интервью Hiphopupdate.com Фрэнк Э. вспомнил, что он отправился на сессионную запись за два часа до запланированной встречи с Мадонной, чтобы подготовить аудиофайлы для инженера звукозаписи, и сказал, что последующее ожидание было невероятно нервным для него. После прибытия Мадонны они записали её вокал, и на следующий день песня была закончена. Вспоминая об этом сеансе, он сказал: "Я никогда не забуду ощущения того, что покидаю эту сессию после продюсировавшей вокал Мадонны и думая про себя: «Неужели это не может быть ещё круче, чем это». Я использовал это отношение в каждой следующей сессии, в которой я участвовал, и это помогло мне сделать сессию и песню более успешными. К сожалению, микс звучал как дерьмо, и песня провалилась, но, эй, иногда выигрываешь, а иногда проигрываешь. "
Микширование звука было сделано Демасио Кастеллоном, а редактирование Pro Tools — Роном Тейлором из Warner Bros. В припеве песни Мадонна поет: «Моя любовь — револьвер, мой пол — убийца, ты хочешь умереть счастливым?» У Уэйна есть стих к концу песни, и он поет строки со ссылкой на боеприпасы, а в его вокале используется автотюн Согласно Houston Chronicle, песня — электропоп в своем композиционном стиле. Песня по размеру — с умеренным темпом 120 ударов в минуту . Согласно нотам, опубликованным в Musicnotes.com от Alfred Publishing Co., Inc., песня звучит в тональности си-бемоль минор, с голосом Мадонны охватывает в диапазоне от A ♭ 3 до E ♭ 5.. «Револьвер» следует гармониям B ♭ m — D ♭ -A ♭ -B ♭ m — D ♭ -A ♭ качестве последовательности аккордов.

## Профессиональные рецензии
Шахим Рид из MTV назвал эту песню «сладкой дитти» и сказал, что «снайпер-гость Вези Ф. Бэби (Лил Уэйн) приходит позже и берёт дело на себя, когда дело касается женщин». После того, как оригинальная версия «Revolver» просочилась в сеть, Дэниел Крепс из Rolling Stone заявил, что «эта версия с чистотой и её сиреневыми синтезаторами больше подходит Queen of Pop». Он также назвал это самой жестокой любовной песней за всю историю. Роб Шеффилд из того же журнала сказал, что "гений Мадонны по части хитмейкерства не имеет себе равных и — с новым Eurocheese взрывом 'Celebration' и дуэтом с Lil Wayne 'Revolver' — не пойдёт на спад. "
Джозеф Бранниган Линч из Entertainment Weekly был разочарован треком и назвал его сокрушающим. Он добавил: «Любой, кто надеется, что это сотрудничество с Уэйном будет означать новое направление для Мадонны, будет разочарован. „Revolver“ — довольно стандартное прослушивание в Top 40 — в стиле того же электро-R & B, с которым она играла на Hard Candy . [. , , В любом случае, это неплохо, но, безусловно, не попадет в следующую коллекцию лучших хитов, которую она выпустит через десять лет». Тем не менее, он похвалил припев, назвав его Мадонной «безудержным умением писать очаровательно фривольные тексты». При рецензировании альбома Лия Гринблатт из Entertainment Weekly назвала песню «сбитым с толку топотуном танцпола» и назвала хор «лирическим приходом». При ранжировании синглов певицы в честь её 60-летия Джуд Роджерс из The Guardian поместила «Револьвер» под номером 74, написав, что «Мадонна любит метафоры [но] были и идеи получше».
Джои Герра из Houston Chronicle сказал, что трек был «скорее проходным, чем по-настоящему захватывающим». Дуглас Уолк из Pitchfork Media отметил, что присутствие «Revolver» на сборном диске Celebration было блёклым на фоне с другими песнями Мадонны на сексуальную тему, такими как «Justify My Love» (1990) и «Erotica» (1992). Эрик Хендерсон из Slant Magazine назвал песню неуклюжей совместной работой. В августе 2018 года тот же автор поместил его под номером 78 в своём рейтинге синглов певицы, написав: «Забудьте о нехарактерной отчаянной глупости выбора горячего тогда Лила Уэйна в качестве соавтора. Кроме того, не обращайте внимания на нерешительность элементов электроклэша. То, что остается — это метафора „секс равно оружие“, которая с каждым годом в Америке становится всё более и более глухой». Сара Кромптон из The Daily Telegraph сказала, что «Револьвер» демонстрирует навыки Лил Уэйна как певицы лучше, чем умения Мадонны. Микс песни One Love Club, созданный Дэвидом Геттой, получил Грэмми в категории «Лучшая ремиксовая запись, неклассическая категория» 53-й премии Грэмми .

## Коммерческий успех
Песня попала в чарт Canadian Hot 100 на одну неделю на позицию номер 95 — на неделе 17 октября 2009 года, но на следующей неделе выпала с чарта. В журнале Billboard от 16 января 2010 года песня сделала повторный вход в чарт на более высокой позиции 47 и стала самым высоким дебютом чарта. Она дебютировала в топ-20 в официальном чарте Финляндии, на девятнадцатой позиции, и через две недели переместилась на 18-е место. В Соединенном Королевстве песня была значилась сначала под номером 188, но через несколько недель она поднялась до позиции 130 в британском чарте синглов . Один ремикс One Love на «Revolver» с участием Дэвида Гетты дебютировал в бельгийском чарте в регионе Фландрия на позиции 37. Через несколько недель песня достигла места под номером 26 в чарте Фландрии и 25 в чарте Валлонии. Песня дебютировала под номером 41 в чарте Billboard Hot Dance Club Songs в выпуске от 16 января 2010 года как самый высокий дебют этой недели, и достигла пикового четвёртого места, оставаясь в течение двух недель на той же позиции. В Италии песня дебютировала под номером 16 в чарте синглов и была сертифицирована как золотая Федерацией итальянской музыкальной индустрии (FIMI) за 15 000 проданных копий сингла. Песня также отметилась в Ирландии на позиции 41. В Испании песня достигла 39 места на чарте, но только на одну неделю. В Чехии «Револьвер» дебютировал под номером 66, и достиг пика — 22 строчки — через семь недель. В Италии песня достигла максимального 16-го места.

## Живое выступление и скандал
Мадонна исполнила «Revolver» в качестве второй песни в туре MDNA в 2012 году. Она выступала, держа в руках автомат Калашникова, распространенное оружие многих повстанцев, в то время как один из её танцоров держал в руках израильский пистолет-пулемет Узи . Мадонна и четыре танцовщицы участвовали в искусственной борьбе и делали вид, что стреляют из оружия и стреляют пулями. Во время спектакля Лил Уэйн появился на задних экранах, чтобы исполнить свой рэп. Было отмечено, что во время спектакля Мадонна напоминала стрелка в стиле Kill Bill . Во время своего концерта в Фениксе Мадонна показала винтовку своим фанатам, а в Майами она притворно убивала своих танцоров в масках. По словам Джейн Стивенсон из Jam! «[Мадонна] действительно привлекла наше внимание, поскольку она и её танцоры владели оружием». Гардероб для спектакля состоял из чёрного костюма с широким вырезом, перчаток того же цвета и сапог на каблуке. После того, как тур был закончен, певица заявила, что продаст с аукциона все свои наряды, чтобы помочь жертвам урагана «Сэнди» . Исполнение песни на концертах 19-20 ноября 2012 года в Майами на American Airlines Arena было записано и выпущено в четвёртом концертном альбоме Мадонны, MDNA World Tour .
Использование бутафорского оружия вызвало скандал. После концерта в Колорадо Мадонна подверглась критике за использование оружия, поскольку публика была под впечатление от массового убийства в городе Орора, которое произошло на премьере фильма «Тёмный рыцарь: Возрождение легенды» . Питер Бернс, региональный радиовещатель, сказал The Hollywood Reporter, что «вы можете видеть, как люди смотрят друг на друга. Я слышал слово „Колорадо“, вы знаете, „Аврора“ (Орора), „стрельба“. Вы могли слышать, как люди говорили об этом, и это было немного тревожно. Я видел, как два или три человека встали, схватили свои вещи и фактически покинули свои места». Рэй Марк Ринальди с веб-сайта Reverb сказал, что Мадонна «танцевала с оружием и стреляла в плохих парней во время „Revolver“. Это была кровавая сцена, особенно неуместная в Колорадо в наши дни, но вот в картинка; если люди расстроились, они должны были это сделать». Дэниел Брокман из «Феникса» сказал: «Мадонна отвела толпу людей в темное место, которого несколько минут назад ожидали от этой королевы поп-музыки 80-х». В обзоре концерта Росс Райхала из Twin Cities упомянул, что «большая часть первой половины шоу повисла во мраке» из-за выступлений с «Revolver» и «Gang Bang».
Между тем, Мадонна прокомментировала в письме, опубликованном в Billboard : «Я не одобряю насилие или использование оружия. Скорее, оно является символом желания выглядеть сильным и стремления найти способ остановить чувства, которые я считаю обидными или вредными. В моем случае это желание остановить ложь и лицемерие церкви, нетерпимость ко многим узколобым культурам и обществам, которые я испытывала на протяжении всей своей жизни, и в некоторых случаях, боль, которую я испытывала от своего разбитого сердца».

## Список композиций и форматы
| - iTunes digital download 1. «Revolver» (Madonna vs. David Guetta One Love Remix) — 2:59 2. «Celebration» (Remix featuring Akon) — 3:55 - European / US / Argentine CD Maxi-single, Digital Maxi-single 1. «Revolver» (Madonna vs. David Guetta One Love Version) [featuring Lil Wayne] — 3:16 2. «Revolver» (Madonna vs. David Guetta One Love Version) — 2:59 3. «Revolver» (Madonna vs. David Guetta One Love Remix) — 4:31 4. «Revolver» (Paul van Dyk Remix) — 8:35 5. «Revolver» (Paul van Dyk Dub) — 8:35 6. «Revolver» (Tracy Young’s Shoot to Kill Remix) — 9:24 7. «Celebration» (Remix featuring Akon) — 3:55 8. «Celebration» (Felguk Love Remix) — 6:37 | - European / US 12" Vinyl single 1. «Revolver» (Madonna vs. David Guetta One Love Remix) — 4:31 2. «Revolver» (Paul van Dyk Remix) — 8:35 3. «Revolver» (Tracy Young’s Shoot to Kill Remix) — 9:24 4. «Revolver» (Paul van Dyk Dub) — 8:35 5. «Revolver» (Madonna vs. David Guetta One Love Version) [featuring Lil Wayne] — 3:16 6. «Celebration» (Remix featuring Akon) — 3:55 7. «Celebration» (Felguk Love Remix) — 6:37 |

## Участники записи
| - Madonna — writer, vocals and record producer - Lil Wayne — writer and vocals - DJ Frank E — writer and record producer - Carlos Battey — writer - Steven Battey — writer - Brandon Kitchen — writer - Demacio Castellon — mixing | - Ron Taylor — Pro Tools editing - David Guetta and Afrojack — remixers (One Love remixes) - Paul Van Dyk — remixer and additional production - Tracy Young — remixer and original production - Akon — remixer and vocals («Celebration» feat. Akon) - Felguk — remixer and additional production |

 Данные взяты из liner notes компакт-диска Celebration и ремиксов «Revolver» Maxi-Single.

## Чарты
| Чарт (2009—2010)                                      | Высшая позиция |
| ----------------------------------------------------- | -------------- |
| Бельгия/Фландрия (Ultratop 50)                        | 21             |
| Бельгия/Валлония (Ultratop 50)                        | 12             |
| Канада (Billboard Canadian Hot 100)                   | 47             |
| Чехия (Rádio Top 100)                                 | 22             |
| Дания (Tracklisten)                                   | 30             |
| European Hot 100 Singles (Billboard) (One Love remix) | 51             |
| Финляндия (Suomen virallinen lista)                   | 6              |
| Франция (SNEP)                                        | 25             |
| Global Dance Songs (Billboard)                        | 6              |
| Ирландия (IRMA)                                       | 41             |
| Италия (FIMI)                                         | 12             |
| Netherlands (Dutch Top 40 Tipparade)                  | 9              |
| Польша (ZPAV Dance Top 50)                            | 43             |
| Russia Airplay (Tophit)                               | 113            |
| Испания (PROMUSICAE)                                  | 39             |
| UK Singles (OCC)                                      | 130            |
| США (Billboard Dance Club Songs)                      | 4              |
| US Dance Singles Sales (Billboard)                    | 2              |

| Чарт (2010)                                        | Позиция |
| -------------------------------------------------- | ------- |
| Belgium Dance (Ultratop Flanders) (One Love remix) | 85      |
| Belgium (Ultratop Wallonia) (One Love remix)       | 42      |
| Italy (FIMI)                                       | 54      |

## Сертификации
| Регион                                                       | Сертификация | Продажи |
| ------------------------------------------------------------ | ------------ | ------- |
| Италия (FIMI)                                                | Золотой      | 15 000* |
| * Данные о продажах приведены только на основе сертификации. |              |         |

## Даты релиза
| Область, край     | Дата               | Формат            | этикетка     |
| ----------------- | ------------------ | ----------------- | ------------ |
| Великобритания    | 14 декабря 2009 г. | Цифровая загрузка | Warner Bros. |
| Европа            | 29 декабря 2009 г. | Цифровая загрузка | Warner Bros. |
| Соединенные Штаты | 29 декабря 2009 г. | Цифровая загрузка | Warner Bros. |
| Австралия         | 29 декабря 2009 г. | Цифровая загрузка | Warner Bros. |
| Европа            | 22 января 2010 г.  | CD сингл          | Warner Bros. |
| Аргентина         | 5 февраля 2010 г.  | CD сингл          | Warner Bros. |
| Соединенные Штаты | 16 февраля 2010 г. | CD сингл          | Warner Bros. |
| Европа            | 5 февраля 2010 г.  | 12 "винил         | Warner Bros. |
| Соединенные Штаты | 2 марта 2010 г.    | 12 "винил         | Warner Bros. |